# 清水綋治
清水 綋治（しみず こうじ、1944年〈昭和19年〉2月11日 - ）は、日本の俳優。京都府京都市左京区出身。活動屋所属。元妻は女優の大谷直子。娘は女優の華子。

## 来歴・人物
実家は東映の京都撮影所や松竹の京都撮影所のある太秦、父は映画プロデューサーという環境で育ち、少年時代から映画などに出演。
京都府立嵯峨野高等学校を卒業後、俳優座養成所の第14期生となる。同期は串田和美、吉田日出子、佐藤信、樋浦勉、原田芳雄、新橋耐子、有川博、辻萬長など。
文学座の研究生を経て1966年夏に「劇団自由劇場」を串田、吉田、佐藤ら14名と共に旗揚げ。その後、佐藤と黒色テント68/71（現・黒テント）の設立にも関わるなど、いわゆるアングラ演劇で活躍。
実相寺昭雄作品には常連であり、実相寺からは著書で「巨大な才能の持ち主」と、美空ひばりと並んで評価されている。
怪優とも呼ばれ、特撮作品の悪役も定番である。
演劇活動にとめどなく私財をつぎ込む傾向があり、大谷との離婚の際はこれが原因として報じられた。
趣味はジャズ音楽。

## 出演

### テレビドラマ
- ライオン奥様劇場 異母姉妹（1966年、フジテレビ）
- 風 第9話「走れ! 新十郎」（1967年、TBS）
- 新・平四郎危機一発 第21話「悪魔のコレクション」（1970年、TBS）
- ザ・ガードマン（TBS）
  - 第278話「怪談・壁からでる幽霊」（1970年）
  - 第283話「復讐鬼白昼の大脱走」（1970年）
- 大河ドラマ（NHK総合）
  - 春の坂道（1971年） - 柳生又十郎
  - 国盗り物語（1973年） - 岡部又右衛門
  - 勝海舟（1974年） - 中村半次郎
  - 元禄太平記（1975年） - 猿橋
  - 風と雲と虹と（1976年） - くらげ丸
  - 黄金の日日（1978年） - 山上宗二
  - 信長 KING OF ZIPANGU（1992年） - 松永久秀
  - 炎立つ（1993年） - 藤原茂頼
  - 毛利元就（1997年） - 尼子国久
  - 葵 徳川三代（2000年） - 榊原康政
  - 江〜姫たちの戦国〜（2011年） - 北条氏政
  - 八重の桜（2013年） - 新島民治
- シルバー仮面 第8話「冷血星人の呼び声」（1972年、TBS） - 川上博士
- 鬼平犯科帳 第2シリーズ 第25話「礼金二百両」（1972年、NET） - 又太郎
- 遠山の金さん捕物帳（NET）
  - 第80話「夢を見た男」（1972年） - 近藤安ヱ門
  - 第93話「虎が惚れた女」（1972年） - 角田半九郎
- 水戸黄門（TBS）
  - 第3部 第26話「肥後の競い馬・熊本」（1972年） - 十時新太郎
  - 第42部 第7話「じゃじゃ馬姫の逃避行 -金沢-」（2010年11月22日） - 海老原甚内
- ウルトラシリーズ
  - ウルトラマンA 第4話「3億年超獣出現!」（1972年4月28日、TBS） - 久里虫太郎
  - ウルトラマンダイナ 第38話「怪獣戯曲」（1998年5月30日、毎日放送・TBS） - 鳴海浩也
  - ウルトラマンメビウス（中部日本放送・TBS） - 黒づくめの男 / 異次元人ヤプール
    - 第42話「旧友の来訪」（2006年2月3日）
    - 第43話「脅威のメビウスキラー」（2006年2月10日）
    - 第44話「エースの願い」（2006年2月17日）
- お祭り銀次捕物帳 第16話「殺し屋が来た」（1972年、フジテレビ）
- 土曜日の女シリーズ 天使が消えていく（1973年、日本テレビ）
- アイフル大作戦（TBS）
  - 第32話「ドヒャーッ! 仕掛けて仕損じなし」（1973年） - 金子真司
  - 第46話「スキーで婚約殺人旅行」（1974年） - 真田光一
- 丹下左膳（1974年、読売テレビ）
- 太陽にほえろ!（日本テレビ）
  - 第100話「燃える男たち」（1974年） - 誘拐犯
  - 第311話「ある運命」（1978年） - 矢沢哲嗣
- バーディー大作戦（TBS）
  - 第18話「キャーッ! 死体が訪ねて来た」（1974年）
  - 第30話「グラマー殺し屋部隊」（1974年）
- 長崎犯科帳 第8話「日見峠に散った花」（1975年、日本テレビ） - 黒山英太郎
- Gメン'75（TBS）
  - 第29話「死刑結婚式」（1975年） - 土屋ミノル
  - 第70話「ルンペン・銀行襲撃事件」（1976年） - 安原修
- 土曜ドラマ（NHK）
  - 紅い花（1976年4月3日） - 男
- 影同心II 第14話「女（秘）色地獄」（1976年、毎日放送・TBS） - 旗京次郎
- 夜明けの刑事（TBS）
  - 第55話「七年目に襲われた娘!!」（1976年） - 山内
  - 第75話「華麗なる大空中サーカス殺人事件」（1976年） - 三谷秀昭
  - 第98話「歳末ムショ（刑務所）入り願!」（1976年）
- 痛快! 河内山宗俊 第21話「妻恋い、母恋い 風ひとつ」（1976年、フジテレビ） - 香月左源太
- 明治の群像 海に火輪を 第2話「大隈重信〜明治14年の政変〜」（1976年、NHK総合） - 井上毅
- 紅い花（1976年、NHK総合） - 古本を買う男
- 必殺シリーズ（朝日放送）
  - 必殺仕業人 第15話「あんたこの連れ合いどう思う」（1976年） - 早瀬源四郎
  - 新・必殺仕置人
    - 第18話「同情無用」（1977年） - 岡っ引き辰三
    - 第31話「牢獄無用」（1977年） - 十郎太
    - 第41話「解散無用」（1977年） - 諸岡佐之助

  - 江戸プロフェッショナル 必殺商売人 第22話「殺した奴をまた殺す」（1978年） - 京極
  - 必殺からくり人 富嶽百景殺し旅 第14話「凱風快晴」（1978年） - 赤星銀平
  - 翔べ! 必殺うらごろし 第15話「馬が喋べった! あんた信じるか」（1979年） - 黒井軍十郎
- 人魚亭異聞 無法街の素浪人 第14話「暗黒街の女」（1976年、NET） - 月村俊次郎
- 隠し目付参上 最終話「神が仕掛けた大からくりか」（1976年、毎日放送） - 水野信正
- 大追跡（日本テレビ）
  - 第3話「悪女が躍る」（1978年） - 町田
  - 第24話「爆殺魔」（1978年） - 戸部
- 新・座頭市（フジテレビ）
  - 第2シリーズ 第17話「霜夜の女郎花」（1978年） - まむしの弥三
  - 第3シリーズ
    - 第7話「ゆびきりげんまん」（1979年） - 弥八郎
    - 第25話「虹の旅」（1979年） - 兼光八郎
    - 最終話「夢の旅」（1979年）
- 新・木枯し紋次郎 第17話「女が二度泣く水車小屋」（1978年、東京12チャンネル） - 倉田源之介
- 横溝正史シリーズII / 夜歩く（1978年、毎日放送） - 古神守衛
- 明日の刑事 第45話「サラ金に引き裂かれた父と子」（1978年、TBS）
- 江戸の渦潮 第21話「まじめ同心 泣き笑い」（1978年、フジテレビ）
- 銭形平次 第652話「小唄をどこで覚えたか」（1978年、フジテレビ） - 銀吉
- 破れ新九郎 第14話「罠! 死美人はしっていた…」（1979年、テレビ朝日） - 奥田喜十郎
- ザ・ハングマン 燃える事件簿 第15話「おもちゃの首の怨み唄」（1981年、朝日放送・テレビ朝日） - 杉浦雅彦
- 江戸の用心棒 第4話「生駒屋おりく」（1981年、フジテレビ） - 秀次郎
- 幻之介世直し帖 第23話「暗殺狩り」（1982年、日本ンテレビ） - 奥田新兵衛
- 影の軍団III 第7話「南から来た女間者」（1982年、関西テレビ・フジテレビ） - 神子上数馬
- ザ・サスペンス「肉体の処刑・人妻はなぜ胸に花を飾って殺される?」（1982年8月7日、TBS）
- 土曜ワイド劇場（テレビ朝日）
  - 十和田湖に消えた女（1982年11月20日、朝日放送） - 筑波朗
  - 奥飛騨二重心中（1985年11月30日） - 滝田真一
  - 殺人トリックを盗んだ女（1993年7月31日） - 田所修次
  - 新・女弁護士 朝吹里矢子1「夢の告発」（1994年12月10日） - 中島久雄
  - 下町女占い師 清香姐さんの人情事件簿（1995年5月20日） - 刈谷猛
  - 京都の芸者弁護士事件簿2（1998年7月25日、朝日放送） - 有島直人
  - はみだし弁護士・巽志郎4（1999年4月10日、朝日放送） - 笹本孝一郎
  - おばはん刑事!流石姫子2（1999年5月8日） - 蛭間正道
  - ジャンボ宝くじ1億5千万が当たった女!連続殺人2（1999年6月19日） - 内堀雄三
  - 京都の女庭師 風水探偵さくら子1（2000年6月17日、朝日放送） - 北大路彰
  - 復讐法廷の女（2002年4月27日） - 木川勇次
  - 検事・朝日奈耀子1（2003年5月24日） - 塚本順一
  - 混浴露天風呂連続殺人24（2004年12月18日、朝日放送） - 酒井芳男
  - モラルリスク調査員（2005年9月3日） - 沼代友彦
  - 科学捜査研究所・文書鑑定の女3（2006年2月25日） - 佐伯晃
  - 眠る骨（2006年7月22日） - 新井憲三
  - 刑事殺し1（2007年5月19日） - 岩切部長
  - 変装捜査官・麻生ゆき3（2007年8月25日） - 直江邦春
  - 炎の警備隊長・五十嵐杜夫7（2008年11月1日、朝日放送） - 芦田祐介
  - 狩矢父娘シリーズ10「京都お茶会殺人事件」（2009年5月2日） - 二条正臣
  - 京都殺人案内32（2010年2月27日、朝日放送） - 工藤弘輝
- 真田太平記（1985年 - 1986年、NHK総合） - 石田三成
- 谷崎・その愛 我という人の心は（1985年11月16日、NHK総合） - 芥川龍之介
- あぶない刑事（1986年 - 1987年、日本テレビ） - 柴野悟
- 西田敏行の泣いてたまるか 第4話「こんな男でよかったら」（1986年、TBS）
- スーパー戦隊シリーズ（テレビ朝日）
  - 超新星フラッシュマン（1986年3月1日 - 1987年2月21日） - 大博士リー・ケフレン
  - 轟轟戦隊ボウケンジャー 第7話「火竜（）のウロコ」（2006年4月2日） - 香川慈門
- 松本清張サスペンス・隠花の飾り「記念に…」（1986年5月5日、関西テレビ） - 寺内章一
- 火曜サスペンス劇場（日本テレビ）
  - 三年目の誤算（1986年8月26日） - 山路浩一
  - 津軽海峡・殺しの双曲線（1988年3月15日） - 土橋滋
  - ゼロの蜜月（1988年6月28日） - 塚本信正
  - 女弁護士・高林鮎子7「早春四国路殺人事件」（1990年3月13日） - 堀井隆生
- 風雲江戸城 怒涛の将軍徳川家光（1987年、テレビ東京） - 松平信綱
- 過ぎし日のセレナーデ（1989年 - 1990年、フジテレビ）
- 風雲! 真田幸村 第2話「襲撃! 謎の花嫁行列」（1989年、テレビ東京） - 大伴一角
- ハロー! グッバイ 第19話「刑事最後の聖戦」（1989年、日本テレビ）
- 凛凛と（1990年、NHK）
- 仕掛人・藤枝梅安（1990年、フジテレビ） - 伊豆屋長兵衛
- 月曜ドラマスペシャル→月曜ミステリー劇場→月曜ゴールデン→月曜名作劇場（TBS）
  - 「恋文」（1992年12月7日） - 上野兼重 役
  - クラッカー 侵入者（1997年11月10日） - 下村清二
  - 監察医・薮野善次郎4（1997年12月1日） - 森下
  - 名探偵キャサリン4「清少納言殺人事件」（1998年1月5日） - 大藤俊麿
  - 斜光（1998年6月22日） - 折井主任
  - 金田一耕助の傑作推理
    - 金田一耕助の傑作推理「悪霊島」（1999年3月8日） - 刑部守衛
    - 金田一耕助の傑作推理「白蝋の死美人」（2004年4月26日） - 畔柳貞三郎

  - 十津川警部シリーズ
    - 十津川警部シリーズ17「越後・会津殺人ルート」（1999年7月5日） - 浦辺光良
    - 十津川警部シリーズ30「パリ〜東京殺人ルート」（2003年12月29日） - 大沢貢
    - 十津川警部シリーズ46「特急『草津』殺人迷路」（2012年1月9日） - 若杉健三郎

  - ラストドライブ（2000年5月15日） - 北村刑事
  - 呪いの5キャラットダイヤ（2000年8月21日） - 重松昌邦
  - 浅見光彦シリーズ
    - 浅見光彦シリーズ16「坊っちゃん殺人事件」（2001年9月24日） - 赤木副署長
    - 浅見光彦シリーズ25「姫島殺人事件」（2008年4月7日） - 須藤隆

  - 真実を追う男2（2004年7月19日） - 増岡剛造
  - 財務捜査官 雨宮瑠璃子3（2007年2月26日） - 佐々木隆蔵
  - 刑事夫婦3（2017年2月27日） - 漆原謙三
  - 新・浅見光彦シリーズ4「華の下にて」（2018年12月17日） - 丹野忠慶
- はぐれ刑事純情派スペシャル（1992年12月30日、テレビ朝日） - 川北英二
- 運命峠（1993年、フジテレビ）
- 悪魔のKISS 第10話「盗聴…注射…破滅」（1993年、フジテレビ）
- ひとつ屋根の下（1993年、フジテレビ） - 木内祐蔵
- 大忠臣蔵（1994年、TBS） - 語り
- この世の果て（1994年1月10日 - 3月28日、フジテレビ） - 吉田潔
- 横浜心中（日本テレビ） - 針尾信
  - 第9話「悪魔の凌辱そして結ばれた二人」（1994年3月9日）
  - 第10話「悲劇の序曲・愛する者たちの死」（1994年3月16日）
- 出逢った頃の君でいて（1994年4月13日 - 6月29日、日本テレビ） - 大里紘一
- 適齢期（TBS） - 村松芳彦
  - 第六回「マリッジ・ブルー」（1994年5月20日）
  - 第七回「傷ついたベッド」（1994年5月27日）
- 鬼平犯科帳 第5シリーズ 第2話「怨恨」（1994年、フジテレビ） - 杉井鎌之助
- 金田一少年の事件簿（1995年、日本テレビ） - 矢萩久義
- リング（1995年、フジテレビ） - 伊熊平八郎
- 名探偵 明智小五郎 暗黒星 天の怒りか地の悲しみか、21年ぶりの日食の日に起きた連続殺人（1996年、フジテレビ） - 伊志田鉄造
- ひとつ屋根の下2（1997年、フジテレビ） - 木内祐蔵
- 東京龍 TOKYO DRAGON（1997年8月25日 - 28日、NHK BS） - 佐久間
- 隠密奉行朝比奈 第1話「桜島に消えた割符」（1998年、フジテレビ） - 本間小十郎
- 金曜エンタテイメント（フジテレビ）
  - おばさんデカ 桜乙女の事件帖6（1998年7月3日） - 島田勝彦
  - 京都祇園入り婿刑事事件簿9（2002年5月3日） - 御厨信行
  - 赤い霊柩車18「危険な落とし穴」（2003年10月10日） - 片岡太一郎
- 救命病棟24時 第5話「誤診」（1999年、フジテレビ） - 氏家真澄
- 伝説の教師 9th Legend「恐怖の転校生! 美少年が教師風間を殺す!」（2000年6月10日、日本テレビ） - 沙村明広
- 世にも奇妙な物語（フジテレビ）
  - '01春の特別編 「太平洋は燃えているか？」（2001年） - 官僚
  - '02春の特別編 「トカゲのしっぽ」（2002年） - 成田
- 昔の男（2001年、TBS） - 渡夢
- 仮面ライダーアギト（テレビ朝日） - 高村光介
  - 第22話「運命の対決」（2001年7月1日）
  - 第23話「資格ある者」（2001年7月8日）
  - 第24話「完璧マシン」（2001年7月15日）
  - 第25話「激突再び!」（2001年7月22日）
- 暴れん坊将軍XI 第1話「吉宗、炎の生還」（2001年7月5日、テレビ朝日） - 不知火重兵衛
- ギンザの恋（2002年、読売テレビ・日本テレビ） - 坂井コウジ
- 女と愛とミステリー（テレビ東京）
  - 心理分析捜査官・崎山知子1（2002年7月17日） - 玉城敏夫
  - 坊さん弁護士・郷田夢栄1「十七才の殺人者」（2003年1月29日） - 輪島正太郎
  - 松本清張特別企画・喪失の儀礼（2003年12月3日） - 住田友吉
- GOOD LUCK!! （2003年、TBS） - 武藤（乗員室長）
- 相棒（テレビ朝日）
  - season2 - 小暮慶介
    - 第1話「ロンドンからの帰還〜ベラドンナの赤い罠」（2003年10月8日）
    - 第2話「特命係復活」（2003年10月15日）

  - season13 - 鮎川珠光
    - 第15話「鮎川教授最後の授業」（2015年2月11日）
    - 第16話「鮎川教授最後の授業・解決篇」（2015年2月18日）
- ドールハウス Final Stage「さらば!! ドールハウス」（2004年3月18日、TBS） - 大久保武男
- 御宿かわせみ 第二章 第10回「卯の花匂う」（2004年6月11日、NHK総合） - 治兵衛 / 荒井清七
- メモリー・オブ・ラブ（2004年12月6日 - 2005年2月4日、毎日放送） - 伊原省吾
- 離婚弁護士II〜ハンサムウーマン〜 第7話「絶対別れない女」（2005年5月31日、フジテレビ） - 北尾龍三郎
- 金融腐蝕列島 再生 （2005年、BS-i）
- 天下騒乱〜徳川三代の陰謀（2006年、テレビ東京） - 伊達政宗
- クロサギ 第四話「最強の敵 黒崎ピンチ」（2006年5月5日、TBS）
- 医龍-Team Medical Dragon-（フジテレビ）
  - KARTE:08「奇跡を起こす医師」（2006年6月1日）
  - KARTE:09「バチスタ手術断念」（2006年6月8日）
  - KARTE:10「この命は必ず守る」（2006年6月15日）
  - LAST KARTE「最後のカード!! 新バチスタ手術」（2006年6月29日）
- 特命!刑事どん亀 指令11「霊感コンサート」（2006年6月19日、TBS） - 谷津功天
- 新・桃太郎侍 最終話「入れ替わった若君!? これが最後の鬼退治」（2006年9月5日、テレビ朝日） - 黒崎陣太夫
- 紅の紋章（2006年、東海テレビ・フジテレビ） - 堂本英作
- 結婚式へ行こう!（2006年 - 2007年、TBS）
- まだ見ぬ父へ、母へ・魂で歌う青い海〜全盲のテノール歌手・新垣勉の軌跡（2007年） ‐ 島袋医師
- 水曜ミステリー9（テレビ東京）
  - 警察署長・たそがれ正治郎4「同窓会殺人事件」（2007年8月15日） - 小杉文明
  - 湯けむりドクター華岡万里子の温泉事件簿5（2011年12月28日） - 黒沢利一
  - ガンリキ1 警部補・鬼島弥一（2012年1月18日） - 川澄武夫
- ファイブ（2008年1月、NHK総合）
- NHKスペシャル / 感染爆発〜パンデミック・フルー（2008年1月12日、NHK総合）
- 科捜研の女（テレビ朝日） - 堀添清文
  - 新・科捜研の女スペシャル（2008年3月13日）
  - season9 第9話「立て籠り事件の死角！銃を奪われた警察官」（2009年9月3日）
- 徳川家康と三人の女（2008年3月15日、テレビ朝日） - 大久保忠世
- 東京大空襲（2008年3月17日・18日、日本テレビ） - 刑事※日本テレビ開局55周年記念番組
- パズル Piece7「呪いの暗号 聞くと必ず死ぬ落語」（2008年5月、テレビ朝日） - 今昔亭一之
- MR.BRAIN（TBS） - 菊池大二郎
  - EPISODE 7「最終章〜変人脳科学者VS最強左脳男!! 脳内に時限爆弾」（2009年7月4日）
  - LAST EPISODE「終幕〜さらば愛しの変人脳科学者!! 最後の脳トレは笑顔活用法」（2009年7月11日）
- 嵐がくれたもの（2009年8月 - 10月、東海テレビ） - 丹波署長
- 不毛地帯 第六話「決戦」（2009年11月19日、フジテレビ） - 竹中莞爾
- 東京DOGS 第6話「潜入捜査で絶体絶命!?」（2009年11月23日、フジテレビ） - 室井組長
- 浅見光彦〜最終章〜 最終話「草津・軽井沢 編」（2009年12月16日、TBS） - 柴山武司
- 赤かぶ検事 京都篇 第5話「謎の遺産相続人」（2010年2月10日、TBS） - 三条円太郎
- 横溝正史ミステリ大賞テレビ東京受賞作「テネシーワルツ」（2010年2月17日、テレビ東京）
- 2夜連続 松本清張スペシャル 球形の荒野（2010年11月27日、フジテレビ） - 山越五郎
- 外交官 黒田康作（フジテレビ） - 村橋代議士
  - 第4回「王女誘拐事件の謎」（2011年2月3日）
  - 第5回「ついに、直接対決」（2011年2月10日）
- 隠密八百八町 第7、8話（2011年2月19、26日、NHK総合） - 筒井忠尚
- 坂の上の雲（2011年、NHK総合） - 黒木為楨
- 鍵のかかった部屋 Episode6（2012年5月21日、フジテレビ） - 水城重治
- ハンチョウ〜警視庁安積班〜 第10・11話（2012年6月11日・18日、TBS） - 稲垣徹
- ぴんとこな 第7話「嫉妬の炎が矢のように…恋心をえぐる悪意の総攻撃」（2013年8月29日、TBS） - 園山喜久夫
- 海の上の診療所 第10話「Drコータの選んだ結末とは」（2013年12月16日、フジテレビ） - 久松靖男
- 福家警部補の挨拶 第4話（2014年2月4日、フジテレビ） - 佐藤一成
- 刑事110キロ 第2シリーズ 第3話「目撃者は10歳児! 似顔絵が呼ぶ第二の殺人!」（2014年5月8日、テレビ朝日） - 大田泰三
- 同窓生〜人は、三度、恋をする〜（2014年7月 - 9月、TBS） - 桜井清彦
- ディア・シスター 最終話「星に願いを」（2014年12月18日、フジテレビ） - 櫻庭永一郎
- 美しき罠〜残花繚乱〜（2015年1月 - 3月、TBS） - 寺内昭彦
- 猫侍 Season2（2015年4月 - 6月、東名阪ネット6および5いっしょ3ちゃんねる他） - 田沼
- 警部補・杉山真太郎〜吉祥寺署事件ファイル 最終話「連続する警察官襲撃…遂に署長が! 驚愕のトリック」（2015年3月23日、TBS） - 北原清司郎
- グッドパートナー 無敵の弁護士（テレビ朝日） - 荒木田正直
  - 第7話「温泉爆発!? 理不尽な敵に勝つ!」（2016年6月2日）
  - 第8話「今夜決着!! 3億を巡る法廷対決」（2016年6月9日）
- 99.9-刑事専門弁護士- SEASON I 第9話「深山、敗北!? 華麗なる一族の悲劇…」（2016年6月12日、TBS） - 山城善之助
- 遺産相続弁護士 柿崎真一 第3話（2016年7月21日、読売テレビ・日本テレビ） - 津木野卓
- 雲霧仁左衛門3（NHK BSプレミアム） - 大久保長門守
  - 第1回「嵐の予感」（2017年1月6日）
  - 第2回「新たなる盗（）め」（2017年1月13日）
  - 第5回「奪還」（2017年2月3日）
  - 第6回「月下の誓い」（2017年2月10日）
- 刑事7人 Season5 第7話「被害者は2度殺された!? 国境を越える死亡時刻の謎」（2019年8月28日、テレビ朝日） - 金田健太郎
- シャーロック 第8話（2019年11月25日、フジテレビ） - テーラー店主
- 最高のオバハン 中島ハルコ 第6話（2021年5月15日、東海テレビ・フジテレビ） - 大谷卓

### 映画
- 運ちゃん物語（1956年、大映） - 真山半
- 霧の音（1956年、大映） - 学生
- 大阪物語（1957年、大映） - 丁稚
- 悪党（1965年、東宝） - 八幡三郎
- 宵闇せまれば（1969年、プロダクション断層）
- ねじ式映画 私は女優（1969年、シネマ・ネサンス）
- 曼陀羅（1971年、ATG） - 信一
- 裸の十九才（1970年、東宝） - やくざ望月
- 女子大生失踪事件 熟れた匂い（1974年、東映） - 大学院生
- 病院坂の首縊りの家（1979年、東宝） - 本條直吉
- 影武者（1980年、東宝） - 跡部大炊助
- 暗室（1983年、にっかつ） - 中田修一
- Wの悲劇（1984年、東映） - 嶺田秀夫
- 野蛮人のように（1985年、東映） - 滝口利男
- スーパー戦隊シリーズ
  - 超新星フラッシュマン（1986年、東映） - 大博士リー・ケフレン
  - 超新星フラッシュマン 逆転! タイタンボーイ!!（1987年、東映） - 大博士リー・ケフレン
- 悪徳の栄え（1988年、にっかつ） - 不知火侯爵
- いこかもどろか（1988年、東宝） - 遠藤
- レディ! レディ READY! LADY（1989年、キティ・フィルム）
- ウォータームーン（1989年、東映） - 津久井忠
- マイ・ブルー・ヘヴン わたし調教されました（1992年、エクセス）
- 天国の大罪（1992年、東映） - 奈良本
- 民暴の帝王（1993年、東映） - 斉藤虎男
- 東雲楼 女の乱（1994年、東映） - 半田
- 女囚処刑人マリア（1995年、ギャガ・コミュニケーションズ）
- デボラがライバル（1997年、東映） - 登川教授
- 東京龍 TOKYO DRAGON（1997年、エース・ピクチャーズ） - 佐久間
- 借王〈シャッキング〉4（1998年、日活） - 阪南証券 株式担当常務 戸波公一郎
- 新宿少年探偵団（1998年、松竹） - 美香の父
- REFLECTION 呪縛の絆（2002年、メディア・ジャック） - 井川刑事
- GUN CRAZY　Episode-2「裏切りの挽歌」BEYOND THE LAW（2002年、キュームービー） - 沢島隆
- ゴジラ×モスラ×メカゴジラ 東京SOS（2003年、東宝） - 秋葉功[1]
- レディ・ジョーカー（2004年、東映） - 倉田誠吾
- 恋するトマト（2005年、ゼアリズエンターテイメント） - 中田社長 役
- 奇談（2005年、ザナドゥー） - カトリック教会の神父
- さよならドビュッシー（2013年、東京テアトル） - 鬼塚先生
- 武蔵 -むさし-（2019年） - 吉岡七左衛門
- 椿の庭（2021年） - 幸三
- 電エースカオス（2023年12月22日、エクストリーム）[6]

### Vシネマ
- 最後の馬券師（1994年、ケイエスエス）
- 最後の馬券師II（1994年、ケイエスエス）
- XXダブルエックス 美しき狩人（1994年、東映ビデオ）
- 本気!（日本映像）- 平河内公平
  - 本気! 2 抗争編（1994年）
  - 本気! 3 立志編（1995年）
  - 本気! 4 抗争篇（1995年）
  - 本気! 5 死闘篇（1996年）
  - 本気! 6 烈火篇（1997年）
  - 本気! 19 郷愁編（2001年）
  - 本気! 20 骨肉編（2001年）
  - 本気! 序章（2001年）
  - 本気! 30 望郷編 第1部完結編（2004年）
- 狂獣の牙（1995年、シネマパラダイス）
- 極道 華の乱 姐対姐御（1995年、SHSプロジェクト）
- 闇金の帝王 銀と金 地獄の裏麻雀（1995年、SHSプロジェクト）
- 新・第三の極道（ミュージアム） - 藤堂組若頭 服部
  - 新・第三の極道 勃発 関西極道ウォーズ!!（1996年）
  - 新・第三の極道II（1996年）
  - 新・第三の極道III（1996年）
  - 新・第三の極道IV 裏盃の集団（1997年）
  - 新・第三の極道V 裏盃の逆襲（1997年）
  - 新・第三の極道VI マフィアの戦慄（1997年）
  - 新・第三の極道 腐敗官僚VS裏盃の軍団（1998年）
  - 新・第三の極道 裏盃 流血の掟（1999年）
  - 新・第三の極道 弔いの銃弾（1999年）
- 突撃ラクガキ愚連隊（1997年、東映ビデオ）
- 新・湾岸ミッドナイトI S30Z VS ゴールドR（1998年、ANEC）
- 難波金融伝 ミナミの帝王18 騙しの方程式（2001年、ケイエスエス）
- 真・雀鬼11 奪われた死闘 片腕の代走屋（2002年、竹書房）
- 半端（オールインエンタテインメント） - 山城組組長 黒川鉄男
  - 半端（2018年2月）
  - 半端 完結編（2018年4月）

### 舞台
- イスメネ・地下鉄（1966年、自由劇場　作：佐藤信　演出：観世栄夫）
- ヘンリイ4世（1967年、自由劇場　作：ルイジ・ピランデルロ　演出：ジャン・ピエトロ・カラソ）
- ヒロシマのオイディプース（1967年、自由劇場　作：ルイジ・カンドーニ　演出：栗山昌良）
- あたしのビートルズ A Hard Day's Night（1967年、自由劇場　作・演出：佐藤信）
- THE SHOW（1968年、自由劇場　原作：ユージン・オニール　潤色・演出：佐藤信）
- 赤目（1968年、自由劇場　作：斎藤憐　演出：観世栄夫）
- 魔女傳説（1968〜69年、自由劇場　作：福田善之　演出：観世栄夫）
- 鼠小僧次郎吉（1969年、演劇センター68/69　作・演出：佐藤信）
- トラストDE－イリヤ・エレンブルグによる－（1969〜70年、演劇センター68/69　作：佐藤信　演出：観世栄夫）
- 浮世混浴鼠小僧次郎吉 二の替り・夜嵐浴場版（1970年、演劇センター68/69　作・演出：佐藤信）
- 陰画絵本鼠小僧次郎吉 三の替り・極付発狂版（1970年、演劇センター68/69　作・演出：佐藤信）
- 翼を燃やす天使たちの舞踏（1970年、演劇センター68/70　構成：佐藤信、山元清多、加藤直、斎藤憐　演出：佐藤信）
- 恋々加留多鼠小僧次郎吉（1971年、演劇センター68/71　作・演出：佐藤信）
- チャンバラ 楽劇天保水滸伝（1972年、68/71黒色テント　作：山元清多　演出：佐藤信）
- 二月とキネマ（1972年、68/71黒色テント　作・演出：佐藤信）
- さよならマックス（1972年、68/71黒色テント　作：山元清多　演出：津野海太郎）
- キネマと探偵（1975年、68/71黒色テント　作・演出：佐藤信）
- ブランキ殺し上海の春（1975年、68/71黒色テント　作・演出：佐藤信）
- 昨日はもっと美しかった―某地方巡査と息子にまつわる挿話―（1982年、木冬社・俳優座　作・演出：清水邦夫）
- 秘密の花園（1982年、本多劇場　作：唐十郎　演出：小林勝也）
- 住み込みの女（1983年、状況劇場　作・演出：唐十郎）
- カリギュラ（1985年、清水紘治企画　上演台本：小沢僥謳　演出：岡村春彦）
- 大菩薩峠（1985年、グループ2　作：山崎哲　演出：衛紀生）
- 雨のハムレット（1987年、グループ2　脚本・演出：清水絋治）
- ブルーストッキングの女たち（1987年、地人会　作：宮本研　演出：木村光一）
- 青い紙のラブレター（1988年、地人会　作：アーノルド・ウェスカー　演出：木村光一）
- あわれ彼女は娼婦（1989年、地人会　作：ジョン・フォード　演出：木村光一）
- 早春スケッチブック（1992年、地人会　作：山田太一　演出：木村光一）
- DEATH TRAP（2004年、フジテレビ　作：アイラ・レヴィン　演出：高平哲郎）

### OVA
- 新海底軍艦（1995年） - 影山貢

### 吹き替え
- 追われて～二人の女（グレイディ・ホプキン：レオン・ラッサム）
- シャーロック・ホームズの冒険 第5シリーズ 第30話「高名の依頼人」 - グルーナー男爵
- ジョニー・ハンサム（レイフ：ランス・ヘンリクセン）

### ラジオ
- 夜のバラード（TBS、1968年10月 - 1969年9月） - 2代目パーソナリティ
- クロスオーバーイレブン（NHK-FM、1979年4月 - 1980年3月） - 2代目ナレーター

### ラジオドラマ
- 上海幻影路（1983年11月13日、TBSラジオ） - 直哉
- FMシアター（NHK-FM）
  - トシの海（1990年12月2日）
  - 砂漠巡行（1991年6月30日）
  - ぼくの名はリトル・トリー ： あるインディアンの回想（1992年5月5日）
  - 光る箱（1996年7月20日）
  - 天主堂（1994年8月6日）
  - ガンジス河の深みに（1996年4月27日）
  - ありがとう（1998年10月10日）
  - 花の独身（2010年10月30日）
  - ブループリントの岬（2012年3月31日）
  - 命のバトン（2015年7月25日）
  - スイートメモリーズ（2023年6月17日）

### CM
- サントリー 白角 - 勝海舟